# Johann Heinrich Hulenkampf

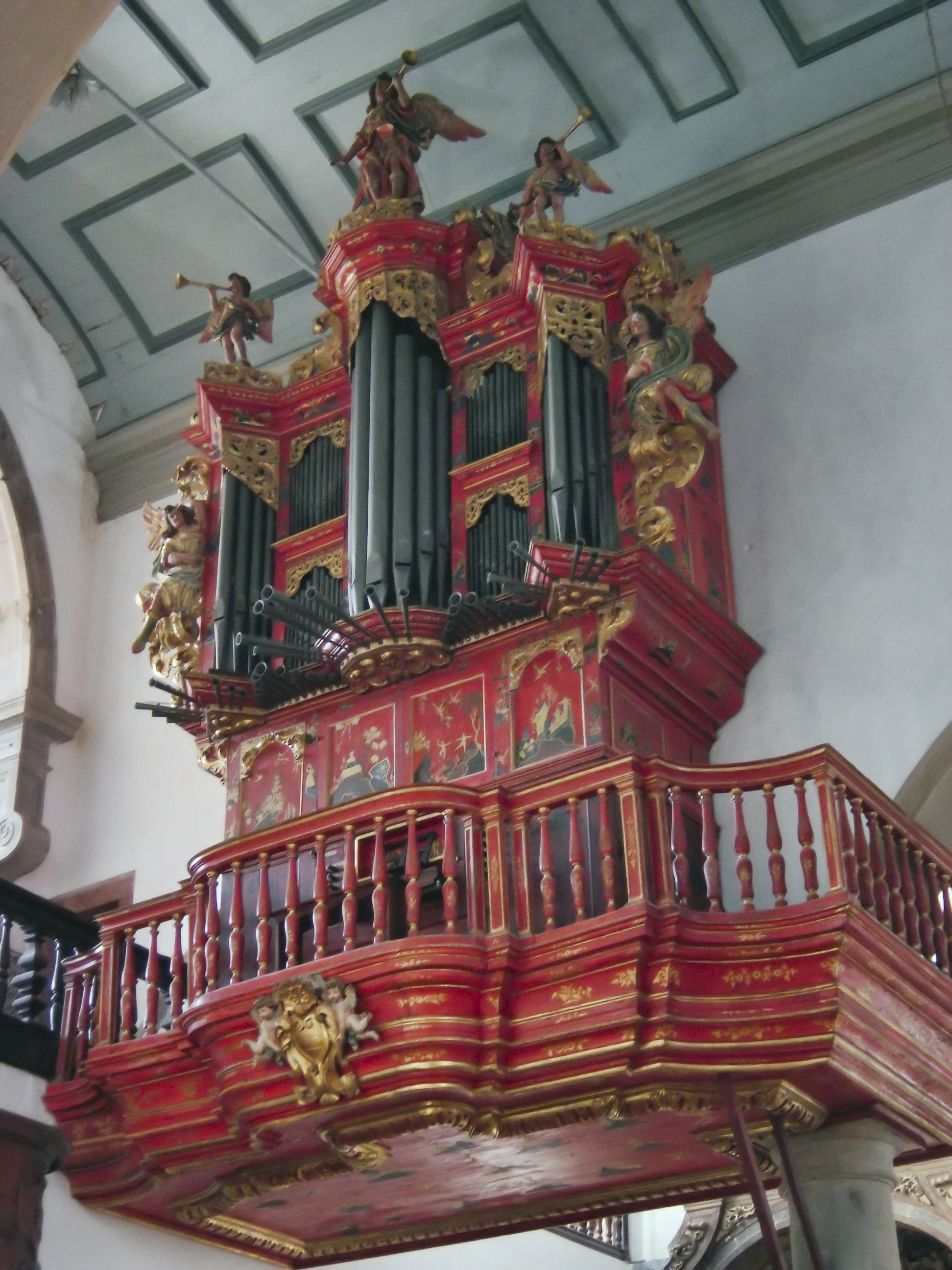
Órgão da Sé de Faro.

Johann Heinrich Hullenkampf (século XVII-XVIII), aportuguesado para João Henriques Hulemcampo, foi um construtor de órgãos alemão, radicado em Portugal desde 1701.
Nascido na região de Hamburgo (Alemanha) no século XVII, Hulenkampf foi aprendiz e mais tarde oficial do célebre organeiro Arp Schnitger durante doze anos. Veio a Portugal para instalar o órgão de Schnitger que se encontra na Igreja do Mosteiro crúzio de São Salvador de Moreira, na Maia, próximo ao Porto.
Em Lisboa, onde se radicou, Hulencampo recebeu encomendas de órgãos para o Convento do Carmo e o Convento de São Francisco, como consta em contratos datados de 1711 e 1722, respectivamente. O instrumento do Carmo perdeu-se presumivelmente no Terramoto de Lisboa de 1755. Quanto ao de São Francisco, há a possibilidade de que tenha sido levado ao Brasil Colônia, pois o órgão da Sé de Mariana, levado ao Brasil por volta de 1751, possui os símbolos franciscanos e a assinatura de Hulencampo com a data "1723".
Outro instrumento provavelmente construído por Hulencampo é o órgão da Sé Catedral de Faro, fabricado em Lisboa entre 1715 e 1716 e muito parecido ao da Sé de Mariana. O órgão de Faro foi reparado em 1767 pelo organeiro italiano Pascual Caetano Oldovini, que alterou muito do instrumento original.